# Рат у Авганистану (1989—1992)
Овај чланак покрива историју Авганистана од повлачења Совјета из Авганистана 15. фебруара 1989. до 27. априла 1992. године, дан након проглашења Пешаварског споразума којим је проглашена нова привремена авганистанска влада која је требало да почне са радом 28. априла 1992. године.
Муџахединске групе, од којих су неке мање или више уједињене у исламском јединству Авганистана Муџахедини су у годинама 1989–1992 прогласили своје убеђење да се боре против непријатељског „марионетског режима“ Републике Авганистан у Кабулу. У марту 1989. муџахединске групе Хезб-е Ислами Гулбудин и Итехад Ислами у сарадњи са пакистанском Интер-Сервис Интелигенс (ИСИ) напале су Џалалабад, али су поражене до јуна.
У марту 1991, коалиција муџахедина брзо је освојила град Хост. У марту 1992., изгубивши и посљедње остатке совјетске подршке, предсједник Мохамед Наџибула пристао је да се повуче и уступи место коалиционој влади муџахедина. Једна муџахединска група, Хезб-е Ислами Гулбудин, одбила је да се састане и разговара о коалиционој влади под мировним споразумом под покровитељством Пакистана и извршила инвазију на Кабул. Тиме је започео нови грађански рат, који је почео 28. априла 1992., између првобитно три, али у року од неколико седмица пет или шест муџахединских група или армија.